# Post mórtem (novela)
Post mórtem es una novela publicada en 1990. Escrita por Patricia Cornwell y perteneciente al género policiaco, es la primera novela de una serie de 19 textos protagonizados por la médica forense Kay Scarpetta. Este libro lanzó a la fama a su autora, y actualmente es considerada como la mejor escritora del género policial.

## Reseña del libro
Un brutal asesino aterroriza a Richmond, Virginia, dejando a tres mujeres estranguladas pero sin patrón de conducta, ya que el asesino deja muy pocos rastros. Entonces la Dra. Kay Scarpetta es llamada a investigar esta serie de brutales asesinatos justo cuando hay una cuarta víctima y teme que siga habiendo más. Por lo tanto recurrirá a los últimos métodos de investigación criminalística para dar con el paradero del asesino; pero también debe luchar contra aquellos que intentan sabotear su investigación y arruinar su reputación, porque no a todos les gusta que una mujer este en un puesto tan influyente como ella.